# Hecamedoides africanus
Hecamedoides africanus är en tvåvingeart som beskrevs av Cresson 1946. Hecamedoides africanus ingår i släktet Hecamedoides och familjen vattenflugor. Inga underarter finns listade i Catalogue of Life.